# Shin Shunkaden
Shin Shunkaden (jap. 新・春香伝) – manga stworzona przez grupę Clamp. Jej historia i postacie bazują na dobrze znanej koreańskiej legendzie opowiadającej o Chunhyangga. Shin Shunkaden została pierwszy raz opublikowana w 1996 roku przez wydawnictwo Hakusensha w Japonii. Projekt został porzucony pod wydaniu paru rozdziałów, ale ostatnie wieści donoszą, że panie z CLAMP chciałyby dokończyć tę pracę w przyszłości.

## Opis fabuły
Historia opowiada o Chun Hyang, córce Wall Mae, która posiadająca silne moce duchowe i niezłomną wolę walki. Żyje ona wraz z matką w koreańskiej wiosce, która jest kierowana pod tyrańskimi rządami Yangbana (zwany również Ryanban). Pewnego dnia sztuki walki, które opanowała Chun Hyang przydają się jej, gdy Yangban przejmuje siłą kontrolę w jej wiosce i próbuje wziąć na zakładnika jednego z jej przyjaciół. Pomimo pewności siebie i groźnych umiejętności, Chun Hyang nie jest w stanie uwolnić wioski od tyranii. Istnieje jednak mała szansa wyzwolenia jej, jeśli Amenosa, tajni agenci z koreańskiego rządu, przybędą do niej i ukarają Yangbana za nadużywanie swojej władzy. Chun Hyang spotyka tajemniczego młodego mężczyznę Mong Ryonga i zgadza się, by jej towarzyszył w misji uratowania jej matki z rąk Ryabana oraz całej wioski.

## Crossover
- Chun Hyang (zwana również Chun'yan) pojawia się w innej mandze Tsubasa Reservoir Chronicle w Kraju Koryo. Jej imię oznacza "zapach wiosny".